# Skänninge hospital

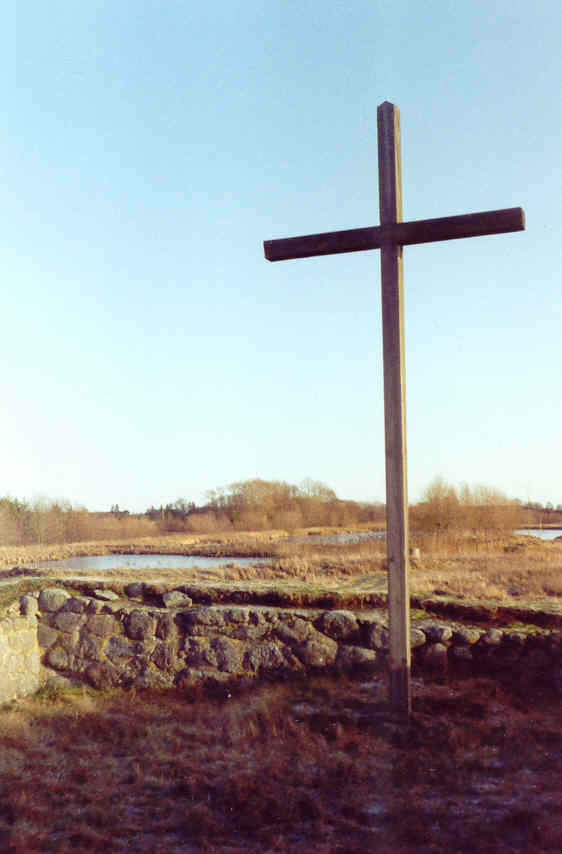
Resterna av Skänninge hospital.

Skänninge hospital var ett hospital i Skänninge i Mjölby kommun. Det låg vid Skenaån, nordost om staden. Hospitalets skyddshelgon var St Katarina och benämns i de medeltida källorna som "Hospitalis Beathe Katherine Skæningie".
Hospitalet nämns för första gången 1208 och är Sveriges äldsta kända hospital. Det grundades för att bota spetälska i de nio västligaste häraderna, Västanstång, och för vissa delar av Småland (Kinds härad, Ydre härad, Vedbo härad, Tveta härad och Visingsö).
Hospitalet bestod av flera byggnader såsom ekonomibyggnader och kapell. Kapellet var en rektangulär byggnad och var orienterat i öst-väst. Delar av murarna finns fortfarande bevarad i 1 till 2 meters höjd och består av gråsten. Tegelstensfragment har hittats runt muren.
Rester av ekonomibyggnader hittades vid utgrävningar 2009 och 2010. Då hittades stolphus, brunnar, odlingslager och diken. Utgrävningarna visade också att det förekommit djurhållning, en smedja och en kvarn inom området. En av byggnaderna har även tolkats som ett brygghus för ölbryggning. Delar av området är fortfarande outgrävt, särskilt byggnaderna som hittats nära kapellet med markradar och som tros varit hus för präst och bättre bemedlade.

## Föreståndare
- 1324 Nils Fors
- 1341 Herlek
- 1448 Gudmund Jönsson
- 1463 Gudmund Jönsson